# My Little Pony у кіно
My Little Pony у кіно (англ. My Little Pony: The Movie) — анімаційний музичний фентезійний фільм 2017 року, заснований на мультсеріалі My Little Pony: Дружба — це диво, що був розроблений в рамках перезапуску франшизи My Little Pony від компанії Hasbro у 2010 році. На додачу до постійних акторів озвучки, таких як Тара Стронг, Ешлі Бол, Андреа Лібмен, Табіта Джермейн, та Кеті Візлак, до фільму також долучилися Емілі Блант, Крістін Ченовет, Лев Шрайбер, Майкл Пенья, Sia, Тей Діґґз, Узо Адуба, та Зої Салдана.

## Сюжет
Король Шторм хоче позбавити поні магії й захоплює Кантерлот. Під загрозою майбутнє всієї Еквестрії! Аби зупинити злодія, поні залишають рідні краї й вирушають у мандри, сповнені чудес та небезпек. Їм доведеться підкорити магічні гори, зануритися у підводні світи і навіть опинитися на летючому піратському кораблі!

## У ролях та український дубляж
Головні персонажі в українському дубляжі були озвучені тими ж акторами, що й в основному мультсеріалі, починаючи з 5 сезону.
| Персонаж                | Оригінал | Український дубляж            |
| ----------------------- | --- | ----------------------------- |
| Твайлайт Спаркл         | Тара Стронг (вокал — Ребекка Шойхет) | Наталя Романько-Кисельова     |
| Еплджек                 | Ешлі Болл | Катерина Брайковська          |
| Рейнбоу Деш             | Ешлі Болл | Анастасія Жарнікова-Зіновенко |
| Пінкі Пай               | Андреа Лібман (вокал — Шеннон Чен-Кент) | Єлизавета Зіновенко           |
| Флаттершай              | Андреа Лібман | Юлія Перенчук                 |
| Реріті                  | Табіта Сен-Жермен (вокал — Кадзумі Еванс) | Дарина Муращенко              |
| Принцеса Луна           | Табіта Сен-Жермен (вокал — Кадзумі Еванс) | Лідія Муращенко               |
| Спайк                   | Кеті Уезлак | Лідія Муращенко               |
| Буря                    | Емілі Блант | Катерина Качан                |
| Принцеса Скайстар       | Крістін Ченовет | Ганна Соболєва                |
| Король Шторм            | Лев Шрайбер | Євген Пашин                   |
| Ґраббер                 | Майкл Пенья | Олександр Погребняк           |
| Хитрий Хвіст            | Тей Діґґз | Іван Розін                    |
| Серенада                | Sia | Катерина Буцька               |
| Лікс Сплітл             | Ніколь Олівер | Катерина Буцька               |
| Принцеса Селестія       | Ніколь Олівер | Лариса Руснак                 |
| Королева Ново           | Узо Адуба | Лариса Руснак                 |
| Капітан Гарпія          | Зої Салдана | Олена Узлюк                   |
| Маффінс (Дерпі)         | Табіта Сен-Жермен |                               |
| Бабуся Сміт             | Табіта Сен-Жермен |                               |
| Принцеса Кейденс        | Брітт Маккілліп |                               |
| Епл Блум                | Мішель Кребер |                               |
| Біґ Макінтош            | Пітер Нью |                               |
| Балк Біцепс             | Майкл Добсон |                               |
| Паті Фейвор             | Сем Вінсент |                               |
| Бойль                   | Макс Мартіні |                               |
| Старший помічник Маллет | Марк Олівер |                               |
| Верко                   | Брайан Добсон | Михайло Кришталь              |
| Коуд Ред                | Адам Бенґіс |                               |
| Мешканці Кантерлота     | Сем Вінсент, Майкл Добсон, Ендрю МакНі, Теґан Мосс, Сабріна Пітр, Рона Ріс                                                                    |                               |
| Мешканці Клюджтауна     | Майкл Добсон, Річард Ян Кокс, Ендрю МакНі, Пітер Нью, Ніколь Олівер                                                                           |                               |
| Інші персонажі          | Елістер Абелл, Кейтлін Бейрстоу, Сіобхен Вільямс, Брайан Добсон, Поль Добсон, Рондел Рейнолдсон, Джесон Сімпсон, Сара Троєр, Крістін Чейтлейн |                               |

Мультфільм дубльовано студією «Pie Post Production» на замовлення «Ukrainian Film Distribution» у 2017 році.
- Перекладач — Надія Вальнюк
- Режисер дубляжу — Катерина Брайковська
- Звукорежисер — Віталій Ящук
- Звукорежисер перезапису — Максим Пономарчук
- Диктор — Андрій Мостренко

## Саундтрек
Офіційний саундтрек фільму вийшов 22 вересня 2017 року від RCA Records.

## Home media
My Little Pony у кіно вийшов на DVD та Blu-ray у 2018 році.

## Цікаві факти
- Це перший повнометражний проект «Мій маленький поні», реліз якого відбувся в кінотеатрах, після однойменного мультфільму 1986 року.
- Це перша повнометражна анімація про чарівні поні, яка не є частиною франшизи «Мій маленький поні: Дівчата з Еквестрії» (2013).
- Цей фільм тісно пов'язаний із подіями у 8 та 9 сезонах мультсеріалу «Мій маленький поні» (2010-2019).
- Композитор Деніел Інгрем записував музику до мультфільму спільно з симфонічним оркестром.
- Сценаристом міг стати Джо Балларіні.[5]